# Мюльдорф (Каринтия)
Мюльдорф (нем. Mühldorf) — коммуна (нем. Gemeinde) в Австрии, в федеральной земле Каринтия.
Входит в состав округа Шпитталь.  Население составляет 963 человека (на 31 декабря 2005 года). Занимает площадь 24,34 км². Официальный код — 2 06 24.

## Политическая ситуация
Бургомистр коммуны — Эрвин Ангерер (АПС) по результатам выборов 2003 года.
Совет представителей коммуны (нем. Gemeinderat) состоит из 11 мест.
- АПС занимает 5 мест.
- СДПА занимает 4 места.
- АНП занимает 2 места.